# Roman Ropek

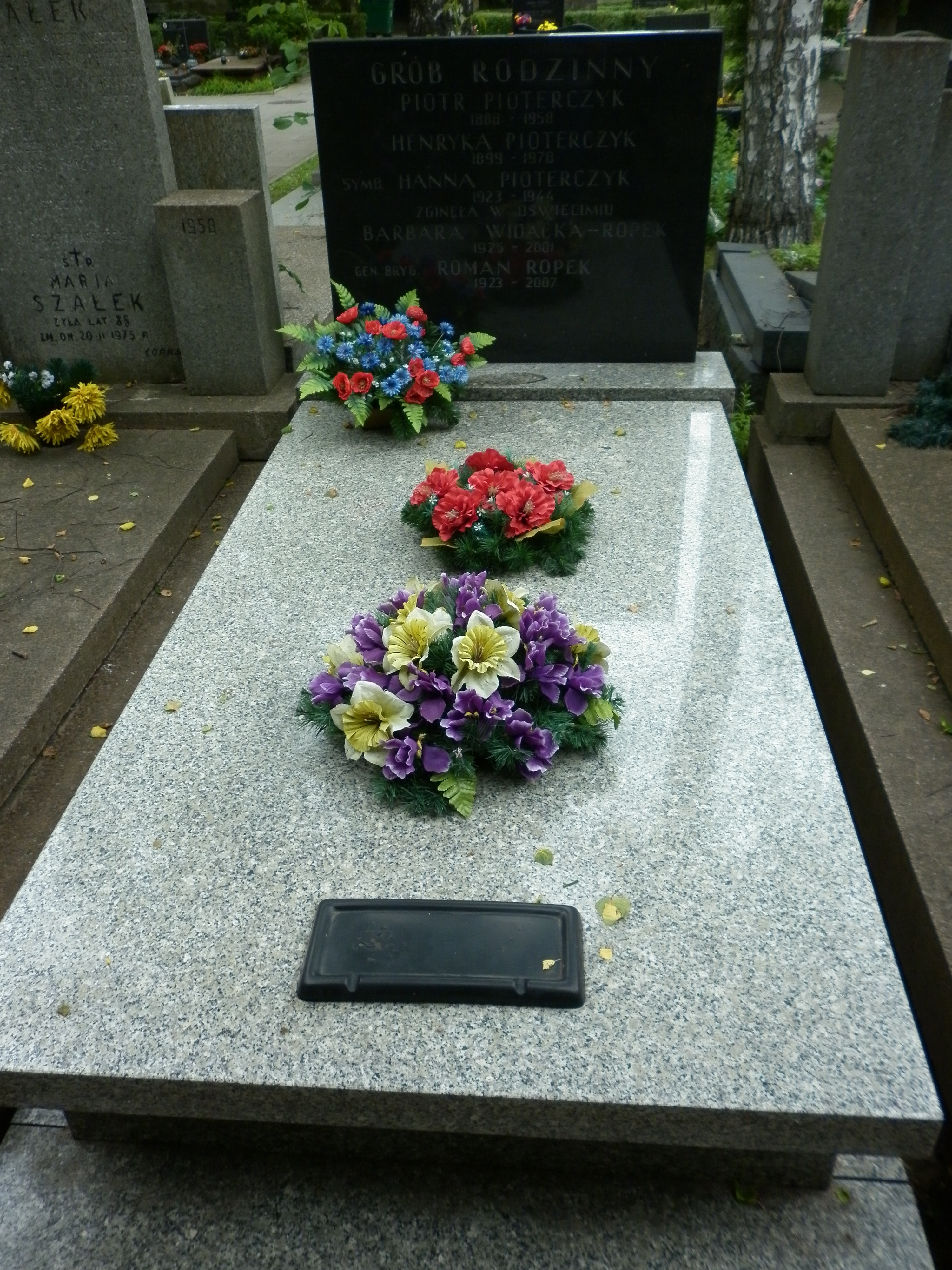
Grób Romana Ropka i jego żony Danuty na Cmentarzu Wojskowym na Powązkach

Roman Ropek (ur. 1 marca 1923 w Dolinie, zm. 1 sierpnia 2007) – generał brygady Wojska Polskiego.

## Życiorys
Syn Jana, kolejarza i kierownika pociągu oraz Marii z Hoszowskich. Do 1939 skończył 4 klasy II Gimnazjum Ogólnokształcącego im. Józefa Piłsudskiego w Stanisławowie, a po zajęciu wschodnich terenów Polski przez ZSRR we wrześniu 1939 uczył się w tak zwanej sowieckiej „dziesięciolatce”, którą ukończył w 1941 roku.
Od sierpnia 1944 w Wojsku Polskim jako kursant Podoficerskiej Szkoły Saperów. W maju 1945 skończył Oficerską Szkołę Broni Pancernej w Chełmie i został promowany na stopień podporucznika w korpusie oficerów wojsk pancernych. Po promocji pozostał w szkole, którą później przeniesiono do Modlina i Poznania, jako dowódca plutonu szkolnego. W listopadzie 1947 został dowódcą kompanii szkolnej. Od października 1949 do stycznia 1950 był słychaczem kursu dla dowódców batalionu i po jego ukończeniu pełnił służbę w sztabie 10 Dywizji Pancernej w Opolu na stanowisku pomocnika szefa wydziału I. W październiku 1950 został szefem sztabu batalionu w 2 Pułku Czołgów w Opolu, a w lipcu 1951 oficerem operacyjnym w sztabie tego pułku. Od lipca 1952 w Dowództwie Wojsk Pancernych i Zmechanizowanych w Warszawie na stanowisku starszego pomocnika szefa wydziału, a od października 1955 szef wydziału szkół i kursów w tym dowództwie. W latach 1957–1960 był słuchaczem Fakultetu Ogólnowojskowego w Akademii Sztabu Generalnego w Rembertowie. Od 1960 kierował wydziałami i oddziałami w pionie organiacyjnym Sztabu Generalnego WP. Był kolejno starszym pomocnikiem szefa wydziału I w Oddziale II Zarządu VI Organizacyjnego (1960-1961), szefem wydziału I organizacji wojska w Oddziale I Zarządu VI Organizacyjnego (1961-1966), zastępcą szefa Zespołu Struktur Organizacyjnych w tym Zarządzie (1966-1968), szefem Oddziału I w Zarządzie Organizacyjnym (1968-1970), zastępcą szefa Zarządu Organizacyjnego (1970-1983) i szefem Zarządu Organizacyjnego Sztabu Generalnego WP (1983-1989)
10 października 1977 minister obrony narodowej wyróżnił go wpisem do „Honorowej Księgi Czynów Żołnierskich”.
We wrześniu 1983 awansował na generała brygady. Akt nominacyjny wręczył mu w Belwederze przewodniczący Rady Państwa PRL, profesor Henryk Jabłoński w obecności I sekretarza KC PZPR gen. armii Wojciecha Jaruzelskiego. 9 stycznia 1989 na podstawie rozkazu personalnego MON zakończył zawodową służbę wojskową i został przeniesiony w stan spoczynku, pożegnany uprzednio przez ministra obrony narodowej generała armii Floriana Siwickiego i szefa Sztabu Generalnego WP gen. broni Józefa Użyckiego.
Mieszkał w Warszawie. Żonaty z  Danutą Barbarą Widacką-Ropek (1925-2001). Pochowany na cmentarzu Powązki Wojskowe w Warszawie (kwatera B2-12-29).

## Awanse
W trakcie wieloletniej służby w Wojsku Polskim otrzymywał awanse na kolejne stopnie wojskowe:
- podporucznik - 1945
- porucznik - 1946
- kapitan - 1948
- major - 1952
- podpułkownik - 1955
- pułkownik - 1969
- generał brygady - 1983

## Ordery i odznaczenia
- Krzyż Komandorski Orderu Odrodzenia Polski (1984)
- Krzyż Oficerski Orderu Odrodzenia Polski (1973)
- Krzyż Kawalerski Orderu Odrodzenia Polski (1968)
- Złoty Krzyż Zasługi (1963)
- Srebrny Krzyż Zasługi (1947)
- Medal 10-lecia Polski Ludowej
- Medal 30-lecia Polski Ludowej
- Medal 40-lecia Polski Ludowej
- Złoty Medal „Siły Zbrojne w Służbie Ojczyzny” (1968)
- Srebrny Medal Siły Zbrojne w Służbie Ojczyzny
- Brązowy Medal Siły Zbrojne w Służbie Ojczyzny
- Złoty Medal „Za zasługi dla obronności kraju” (1974)
- Srebrny Medal „Za zasługi dla obronności kraju”
- Brązowy Medal „Za zasługi dla obronności kraju”
- Medal „Za umacnianie braterstwa broni” (ZSRR, 1984)[5]